# 1081 Reseda
1081 Reseda eller 1927 QF är en asteroid i huvudbältet, som upptäcktes 31 augusti 1927 av den tyske astronomen Karl Wilhelm Reinmuth i Heidelberg. Den har fått sitt namn efter det vetenskapliga namnet på växtsläktet Reseda.
Asteroiden har en diameter på ungefär 37 kilometer.